# Michael LePond
Michael Anthony LePond III (ur. 17 lutego 1966 w Newark) – amerykański basista, członek progresywnometalowej grupy Symphony X oraz heavymetalowego zespołu z Nowego Jorku Dead on Arrival. Grupa wydała album – Alive and Kickin’ w niezależnej wytwórni Polo w 1996 roku. Michaela można usłyszeć na płytach Symphony X od albumu V: The New Mythology Suite. Swego czasu grywał również w zespole Rattlebone, który wydał płytę z 6 utworami własnej kompozycji w 1997. Od jesieni 1988 roku do stycznia 1999 roku LePond udzielał się dodatkowo w grupie Cheap N Nasty.

## Życiorys
Michael LePond urodził się w Newark w stanie New Jersey. W wieku 13 lat wybrał się na koncert grupy Kiss. Na koncercie został zainspirowany głównie za sprawą ówczesnego basisty KISS Gene'a Simmonsa do rozpoczęcia gry na gitarze basowej. Po zakupieniu podstawowego zestawu niezbędnego do gry, pobierał lekcje przez rok. Później zaczął słuchać innych basistów jak na przykład Geddy Lee (Rush) którzy wpłynęli na indywidualny styl grania Michaela.
W 1998 spotkał Michaela Romeo, gitarzystę Symphony X i został przez niego zaproszony na przesłuchanie po tym, jak Thomas Miller opuścił zespół. Przesłuchanie wypadło pomyślnie, a Michael LePond gra w tym zespole po dziś dzień.

### Problemy zdrowotne
W 2006 roku u Michaela wykryto Chorobę Leśniowskiego-Crohna. Było to powodem odwołania europejskiej części trasy koncertowej Symphony X. Pod koniec maja na swojej stronie internetowej poinformował fanów że operacja przebiegła pomyślnie i za 6 tygodni powinien zacząć normalnie funkcjonować.